# Proterhinus abnormis
Espèce
Proterhinus abnormis est une espèce d'insectes appartenant à la famille des Belidae.